# Obiectivul de Dezvoltare Durabilă 14
Obiectivul de dezvoltare durabilă 14 (ODD 14 sau Obiectivul Global 14) - „Viața marină” este unul dintre cele 17 Obiective de Dezvoltare Durabilă adoptate de Națiunile Unite în 2015. Potrivit Organizației Națiunilor Unite, obiectivul este: „Conservarea și utilizarea durabilă a oceanelor, mărilor și resurselor marine pentru o dezvoltare durabilă”.
Obiectivul are 10 ținte care urmează să fie atinse până în 2030. Primele șapte sunt ținte de rezultat: reducerea poluării marine, protejarea și restaurarea ecosistemelor, reducerea acidificării oceanelor, pescuit durabil, conservarea zonelor de coastă și marine, eliminarea subvențiilor care contribuie la pescuitul excesiv, sporirea beneficiilor economice din utilizarea durabilă a resurselor marine. Celelalte trei ținte sunt mijloace de implementare: creșterea nivelului de cunoștințe științifice, intensificarea cercetării și transferul de tehnologii privind sănătatea oceanelor, sprijinirea pescuitului la scară mică, implementarea și aplicarea legislației maritime internaționale (Law of the sea). Un indicator (14.1.1b) din ODD 14 se referă în mod specific la reducerea impactului poluării marine cu plastic. Pentru fiecare țintă, este prevăzut câte un indicator care oferă o metodă de monitorizare a progresului general.
Potrivit raportului din 2020 privind progresul în atingerea Obiectivelor de Dezvoltare Durabilă, „eforturile actuale de a proteja mediile marine cheie și pescuitul la scară mică și de a investi în știința oceanelor nu răspund încă nevoii urgente de a proteja această resursă vastă și fragilă”.

## Context
Obiectivul de Dezvoltare Durabilă 14 - Viața marină are rolul de a urmări conservarea și utilizarea în mod durabil a oceanelor, mărilor și resurselor marine pentru o dezvoltare durabilă. În prezent, starea oceanelor este în declin din cauza factorilor schimbărilor climatice și a comportamentului uman.
Deteriorarea apelor de coastă este în creștere atât din cauza poluării, cât și a eutrofizării costiere. Factori similari contribuie la schimbările climatice, afectând negativ atât mările și oceanele cât și biodiversitatea marină, care scade lent. Amenințarea înmulțirii algelor și a creșterii zonelor moarte din oceane este alarmantă, în 2018 s-a afirmat că „fără eforturi concertate, eutrofizarea coastelor este de așteptat să crească în 20% din marile ecosisteme marine până în 2050”.
Un raport recent afirmă că numărul stațiilor care raportează acidificarea oceanelor s-a triplat la nivel mondial începând cu 2021, în plus unul din cinci pești capturați provine din pescuitul ilegal, nedeclarat și nereglementat. Monitorizarea plajelor de coastă evidențiază creșterea poluării oceanelor cu plastic, care sufocă mările.
Conservarea mediului marin, a mijloacelor de trai locale și măsurile de durabilitate a resurselor sunt compromise de deciziile greșite în managementul resurselor. Se depun eforturi constante pentru îmbunătățirea acestui management. „Gestionarea durabilă a oceanelor se bazează pe capacitatea de a influența și dirija utilizarea de către oameni a mediului marin”. Pentru a contracara regresul în atingerea ODD 14, „o acțiune globală rapidă și coordonată este imperativă”.
În mod îngrijorător, poluarea marină atinge cote extreme, peste 17 milioane de tone de deșeuri fiind prezente în oceane în 2021, o cantitate care se va dubla sau se va tripla până în 2040. Poluarea cu plastic este cel mai dăunător tip de poluare marină.
pH-ul mediu al oceanului era în 2022 de 8,1, ceea ce reprezintă cu aproximativ 30% mai mult decât în perioada preindustrială. Acidificarea oceanelor amenință supraviețuirea vieții marine, perturbă rețeaua trofică și subminează serviciile vitale oferite de ocean și securitatea alimentară globală. Pescuitul marin asigură 57 de milioane de locuri de muncă la nivel global și oferă sursa principală de proteine pentru peste 50% din populația țărilor cel mai puțin dezvoltate.
Oceanul absoarbe aproximativ 23% din emisiile anuale de CO2 generate de activitatea umană și ajută la atenuarea impactului schimbărilor climatice. De asemenea, oceanul a absorbit mai mult de 90% din excesul de căldură din sistemul climatic. Căldura oceanului este la niveluri record, provocând valuri de căldură marine pe scară largă, amenințănd ecosistemele și ucigând recifele de corali din întreaga lume.
Nivelurile tot mai mari de deșeuri în oceanele lumii au, de asemenea, un impact major asupra mediului și economiilor. În fiecare an, 5 până la 12 milioane de tone de plastic ajung în ocean, ceea ce înseamnă aproximativ 13 miliarde de dolari pe an, incluzând costurile de curățare și pierderile financiare în industria piscicolă și alte industrii. Aproximativ 89% din deșeurile de plastic găsite în oceane sunt articole de unică folosință, cum ar fi pungile de plastic.
Aproximativ 80% din turismul global are loc în zonele de coastă. Industria turismului legat de ocean crește cu aproximativ 134 miliarde USD pe an, iar în unele țări, industria susține deja peste o treime din forța de muncă.

## Ținte, indicatori și progres
ONU a definit 10 ținte și 10 indicatori pentru ODD 14 care includ prevenirea și reducerea poluării marine și acidificării oceanelor, protejarea ecosistemelor marine și costiere și reglementarea pescuitului. Țintele prevăd, de asemenea, creșterea cunoștințelor științifice despre oceane. Unele ținte trebuie atinse până în 2020, altele până în 2025, iar unele nu prevăd un termen limită. cele 10 ținte sunt: reducerea poluării marine (14.1), protejarea și restaurarea ecosistemelor (14.2), reducerea acidificării oceanelor (14.3), pescuit durabil (14.4), conservarea zonelor de coastă și marine (14.5), eliminarea subvențiilor care contribuie la pescuitul excesiv (14.6), creșterea beneficiilor economice din utilizarea durabilă a resurselor marine (14.7), creșterea cunoștințelor științifice (14.a), sprijinirea pescuitului la scară mică (14.b) și implementarea și aplicarea legii internaționale a mării (14.c). Majoritatea țintelor ODD 14 nu sunt măsurabile în termeni cantitativi, deoarece datele nu sunt încă disponibile, doar Ținta 14.5 este cuantificabilă.

### Ținta 14.1: Reducerea poluării marine

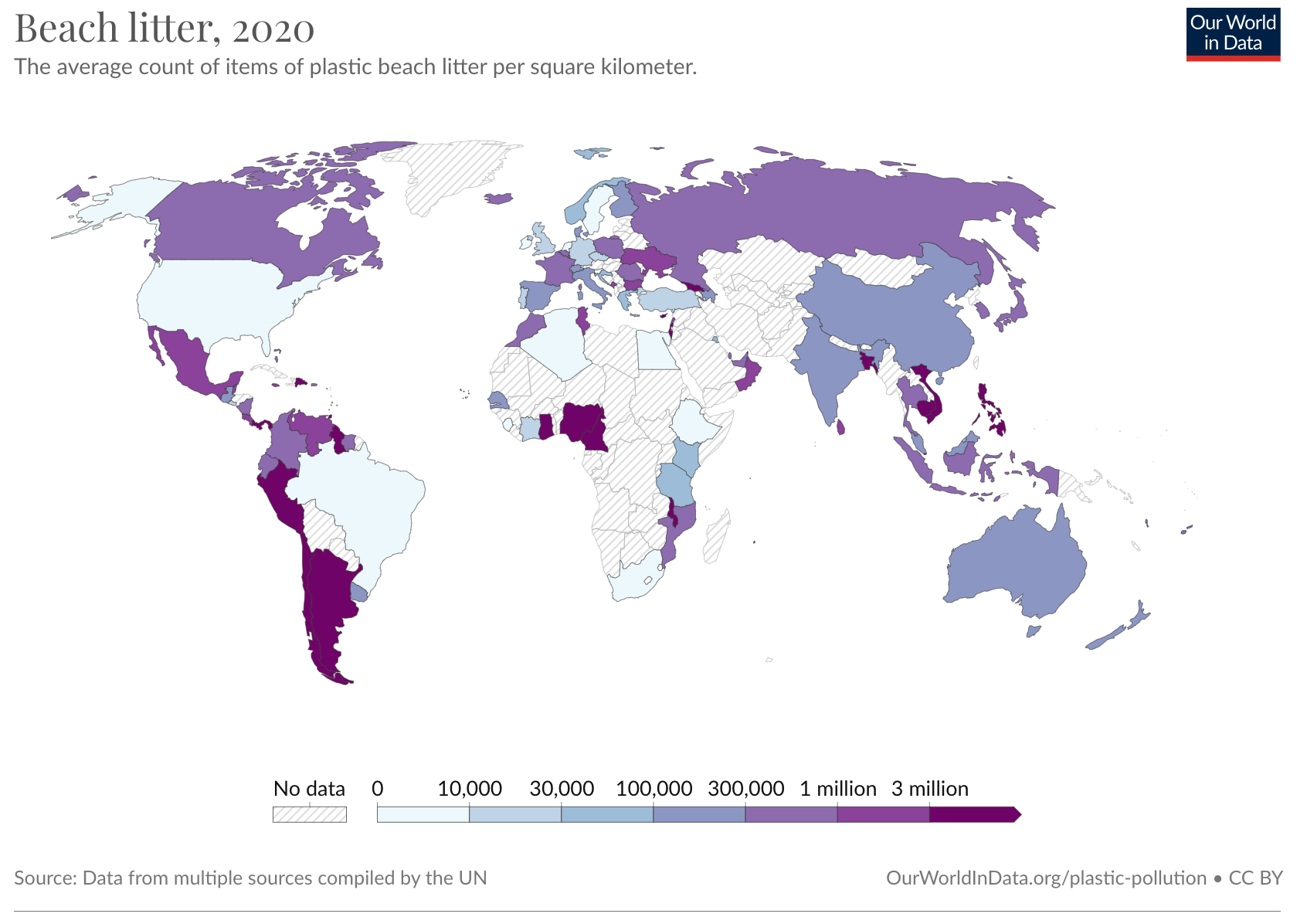
Harta lumii pentru indicatorul 14.1.1b: Poluarea marină cu deșeuri de plastic

Textul integral al Țintei 14.1 este: „Până în 2025, prevenirea și reducerea semnificativă a poluării marine de toate tipurile, în special din activitățile terestre, inclusiv deșeurile marine și poluarea cu nutrienți”.
Această țintă are un singur indicator: indicatorul 14.1.1 reprezintă „(a) Indicele de eutrofizare a apelor de coastă și (b) densitatea resturilor de plastic plutitoare”.
„Indicele eutrofizării costiere” (Index of Coastal Eutrophication - ICEP) se referă la concentrația de nutrienți (azot, fosfor și silicat, în diferite forme) din râuri și sub-indicatorul corespunzător al concentrației de nutrienți.
„Densitatea resturilor de plastic plutitoare” se referă la distribuția modelată de macro și micro plastice în ocean. Dacă resturile din plastic plutitoare au dimensiuni între 2 și 5 mm, ele sunt etichetate ca „microplastice”, iar dacă au peste 2,5 cm, sunt etichetate ca „macro”. Cantitatea de materiale plastice din ecosistemele marine mari este măsurată pe baza „un model de circulație a apei de suprafață și utilizarea intrărilor proxy”.
În ciuda poluării globale cuprinzătoare din materiale plastice, există un singur indicator (14.1.1b) în cadrul ODD 14, legat în mod specific de reducerea impactului materialelor plastice. Pentru toate celelalte obiective de dezvoltare durabilă, nu există nicio țintă specifică referitoare la scăderea cantității de microplastic, din cauza datelor insuficiente În plus, nu există ținte referitoare la eliminarea microplasticelor, ceea ce reprezintă o mare provocare pentru guverne de a raporta și monitoriza microplasticele din mediu.
Se presupune că ținta 14.1 va fi atinsă în 2025, dar în 2020 acest lucru era considerat „incert”, conform Convenției privind diversitatea biologică.
Rapoartele recente au înregistrat tendințe de eutrofizare a coastelor în creștere în 2022, depășind condițiile din perioada 2000-2004.
Dacă nu se intervine rapid, s-a estimat că poluarea marină cu plastic este pe cale să se dubleze până în 2030 și aproape că se va tripla până în 2040.

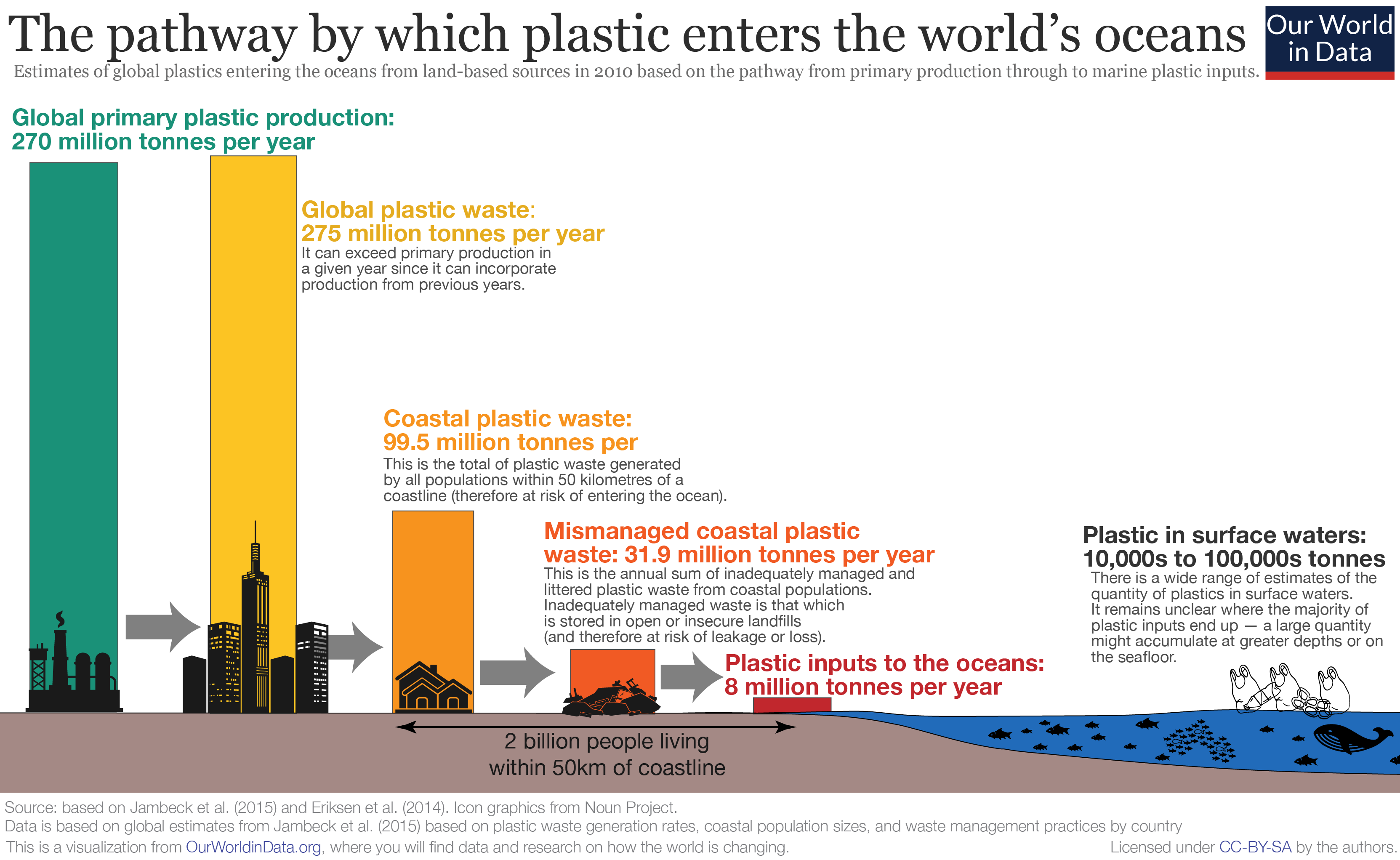
Căile prin care plasticul pătrunde în mări și oceane

Poluarea marină cu plastic este un tip de poluare a mărilor și oceanelor cu materiale plastice, cu dimensiuni variabile de la mare, cum ar fi bidoane sau pungi, până la microplastice formate în urma fragmentării materialului plastic original. Reziduurile de plastic marine sunt în principal deșeuri umane deversate, care plutesc sau se găsesc în suspensie în ocean. 80% din reziduurile marine sunt din plastic. Microplasticele și nanoplasticele rezultă din descompunerea sau fotodegradarea deșeurilor de plastic din apele de suprafață, râuri, mări sau oceane. Oamenii de știință au descoperit nanoplastice în căderile abundente de zăpadă, mai precis aproximativ 3.000 de tone care acoperă Elveția anual.
Se estimează că în oceane exista un stoc de 86 de milioane de tone de reziduuri marine din plastic la sfârșitul anului 2013, presupunând că 1,4% din plasticul global produs între 1950 și 2013 a ajuns în ocean și s-a acumulat acolo. „Consumul” global de materiale plastice este estimat la 300 de milioane de tone pe an începând cu 2022, aproximativ 8 milioane de tone ajungând în oceane ca macroplastice. Aproximativ 1,5 milioane de tone de microplastice primare ajung în mări. Aproximativ 98% din această cantitate rezultă în urma activităților terestre, restul de 2% fiind generat de activitățile de pe mare. Se estimează că 19-23 de milioane de tone de plastic pătrund anual în ecosistemele acvatice. Conferința Națiunilor Unite privind Oceanul din 2017 a estimat că, în anul 2050, în oceane s-ar putea găsi o cantitate mai mare de plastic decât de pește.
Oceanele sunt poluate de particule de plastic de dimensiuni variate, de la materiale de dimensiuni mari, cum ar fi bidoane și pungi, până la microplasticele formate din fragmentarea materialului plastic orginal. Aceste reziduuri sunt foarte lent degradate sau îndepărtate din ocean, astfel încât particulele de plastic sunt răspândite pe toată suprafața oceanului iar efectele lor dăunătoare asupra vieții marine sunt bine cunoscute. Pungile de plastic, resturile de ambalaj, mucurile de țigară și alte forme de deșeuri de plastic care sunt deversate în ocean prezintă pericole pentru fauna marină și pentru pescuit. Fauna acvatică este amenințată de încurcare, sufocare sau ingerare. Plasele de pescuit, confecționate de obicei din material plastic, pot fi abandonate sau pierdute în ocean de către pescari, reprezentând o amenințare pentru pești, delfini, broaște țestoase, rechini, dugong, crocodili, păsări marine, crabi și alte vietăți, blocându-le mișcările, provocând înfometare, răni, infecții sau, în cazul celor care trebuie să revină la suprafață pentru a respira, sufocare. Există diferite tipuri de plastic oceanic care cauzează probleme vieții marine. S-au găsit capace de plastic în stomacul țestoaselor și păsărilor marine, care au murit din cauza blocajului căilor respiratorii sau digestive. Plasele fantomă sunt, de asemenea, un tip problematic de plastic oceanic, deoarece pot reține permanent și continuu vietățile marine, într-un proces cunoscut sub numele de „pescuit fantomă”.
Cei mai mari 10 poluatori cu plastic oceanic la nivel mondial sunt China, Indonezia, Filipine, Vietnam, Sri Lanka, Thailanda, Egipt, Malaezia, Nigeria și Bangladesh, în mare parte prin râurile Yangtze, Ind, Fluviul Galben, Hai (China), Nil, Gange, Pearl (China), Amur, Niger și Mekong, reprezentând „90% din tot plasticul care ajunge în oceanele lumii”
. Asia a fost principala sursă de reziduuri de plastic gestionate greșit, doar China reprezentând 2,4 milioane de tone.
În timp, plasticele se acumulează pentru că nu sunt biodegradabile, așa cum sunt multe alte substanțe. Se pot degrada prin expunerea la soare (fotodegradare), dar numai în mediu uscat, iar apa inhibă acest proces. În mediile marine, plasticul se dezintegrează în bucăți din ce în ce mai mici, rămânând în același timp polimer, chiar și până la nivel molecular. Când particulele de plastic plutitoare se fotodegradează până la dimensiunile zooplanctonului, meduzele încearcă să le consume și, în acest fel, plasticul pătrunde în lanțul trofic.
Soluțiile pentru poluarea marină cu plastic, împreună cu poluarea cu plastic din întregul mediu vor fi necesita schimbări în practicile de producție și ambalare, precum și o reducere a utilizării materialelor plastice, în special a celor de unică folosință. Există numeroase idei privind eliminarea plasticului din oceane, inclusiv reținerea particulelor de plastic la gurile râurilor înainte de vărsarea în ocean sau curățarea curenților oceanici.

### Ținta 14.2: Protejarea și restaurarea ecosistemelor
Textul integral al Țintei 14.2 este: „Până în 2020, gestionarea și protejarea în mod durabil a ecosistemelor marine și de coastă pentru a evita efectele negative semnificative, inclusiv prin consolidarea rezilienței acestora și luarea de măsuri pentru refacerea lor în scopul obținerii unor oceane sănătoase și productive".
Această țintă are un singur indicator: indicatorul 14.2.1 reprezintă „Numărul de țări care utilizează abordări bazate pe ecosistem pentru gestionarea zonelor marine”. Acest indicator are ca scop protejarea și gestionarea durabilă a ecosistemelor marine și de coastă pentru a se evita efectele negative. O zonă economică exclusivă (ZEE) este o zonă maritimă prevăzută de Convenția Națiunilor Unite asupra dreptului mării din 1982 asupra căreia un stat suveran are drepturi speciale cu privire la explorarea și utilizarea resurselor marine, inclusiv producția de  hidroenergie și energie eoliană.
Pentru acest indicator nu există date disponibile.

### Ținta 14.3: Reducerea acidificării oceanelor

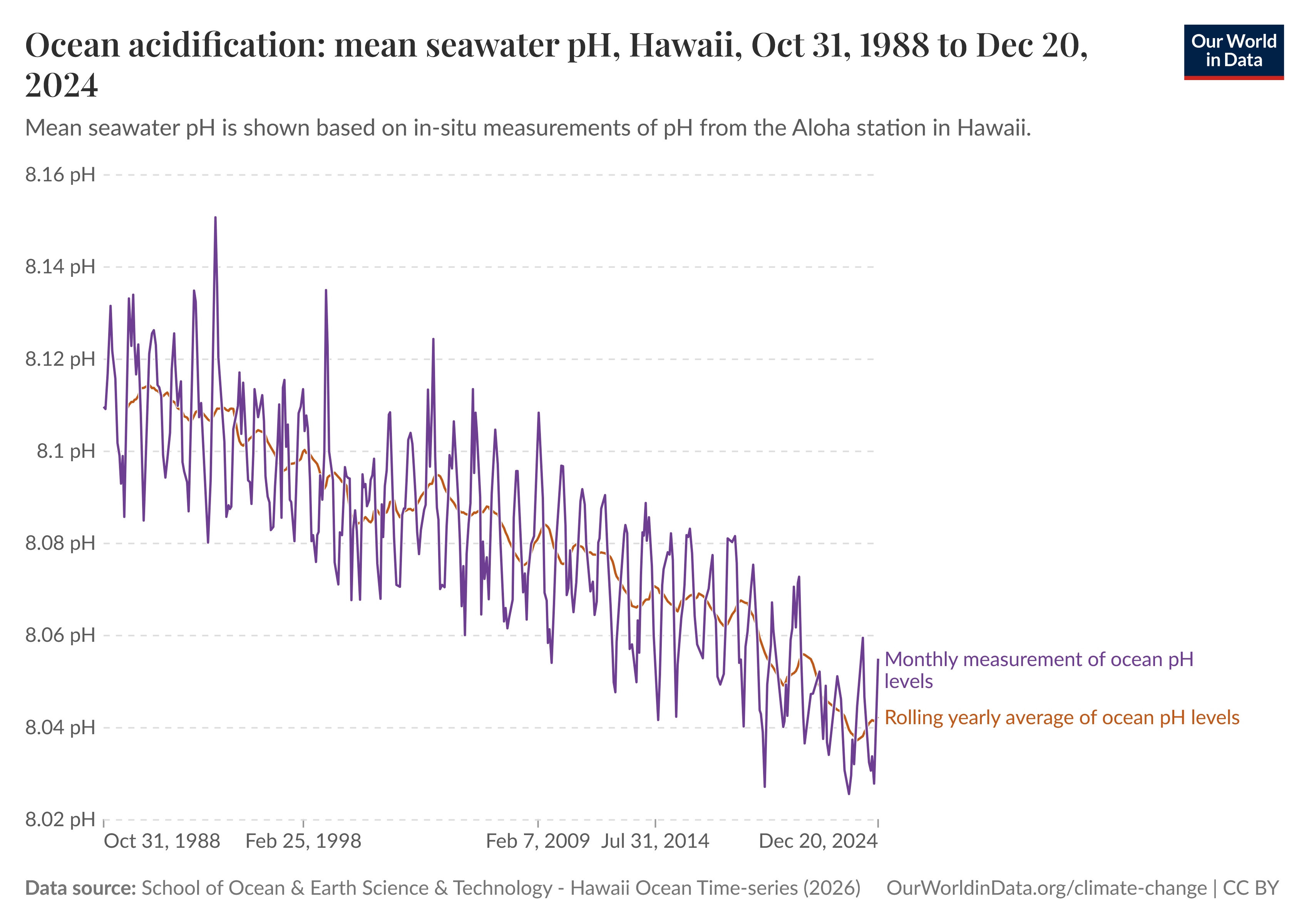
Grafic pentru indicatorul 14.3.1: Acidificarea oceanelor: pH-ul mediu al apei de mare (pe baza măsurătorilor in situ ale pH-ului de la stația Aloha, Hawaii)

Textul integral al Țintei 14.3 este: „Minimizarea și abordarea impactului acidificării oceanelor, inclusiv prin cooperarea științifică consolidată la toate nivelurile". 
Această țintă are un singur indicator: indicatorul 14.3.1 reprezintă „Aciditatea marină medie (pH) măsurată de stațiile de prelevare reprezentative convenite”.
Progresele recente arată că acidificarea oceanelor este în creștere din cauza creșterii emisiilor de dioxid de carbon. pH-ul apelor oceanice este acum în medie de 8,1, prin urmare aciditatea oceanelor este cu aproximativ 30% mai mare decât în perioada preindustrială.
Acidificarea oceanelor înseamnă scăderea valorii pH în apa mărilor și oceanelor. Între 1950 și 2020, valoarea medie a pH-ului oceanic a scăzut de la aproximativ 8,15 la 8,05. Emisiile de dioxid de carbon din activitățile umane sunt cauza principală a acidificării oceanelor, nivelurile de dioxid de carbon (CO2) din atmosferă depășind 410 ppm (în 2020). CO2 din atmosferă este absorbit de oceane. Aceasta produce acid carbonic (H2CO3) care disociază într-un ion bicarbonat (HCO3-) și un ion hidrogen (H+). Prezența ionilor liberi de hidrogen (H+) scade pH-ul oceanului, crescând aciditatea (asta nu înseamnă că apa de mare devine acidă, este încă alcalină, cu un pH mai mare de 8). Organismele marine care utilizează calcifierea, cum ar fi moluștele și coralii, sunt deosebit de vulnerabile, deoarece se bazează pe carbonatul de calciu (CaCO3) pentru a-și construi cochilii și schelete.
O modificare a pH-ului cu 0,1 reprezintă o creștere cu 26% a concentrației ionilor de hidrogen în oceanele lumii (scala pH-ului este logaritmică, deci o modificare de o unitate a unităților de pH este echivalentă cu o schimbare de zece ori a concentrației ionilor de hidrogen). pH-ul de la suprafața mării și stările de saturație cu carbonat variază în funcție de adâncimea și locația oceanului. Apele mai reci și cu latitudini mai înalte sunt capabile să absoarbă mai mult CO2. Acest lucru poate duce la creșterea acidității, scăzând pH-ul și nivelurile de saturație cu carbonat în aceste zone. Alți factori care influențează schimbul de CO2 atmosferă-ocean și, prin urmare, acidificarea locală a oceanului, includ curenții marini și zonele de upwelling, confluența cu râuri continentale mari, gheața din mări și oceane și schimbul atmosferic cu azot și sulf provenite din arderea combustibililor fosili și din agricultură.

### Ținta 14.4: Pescuit durabil

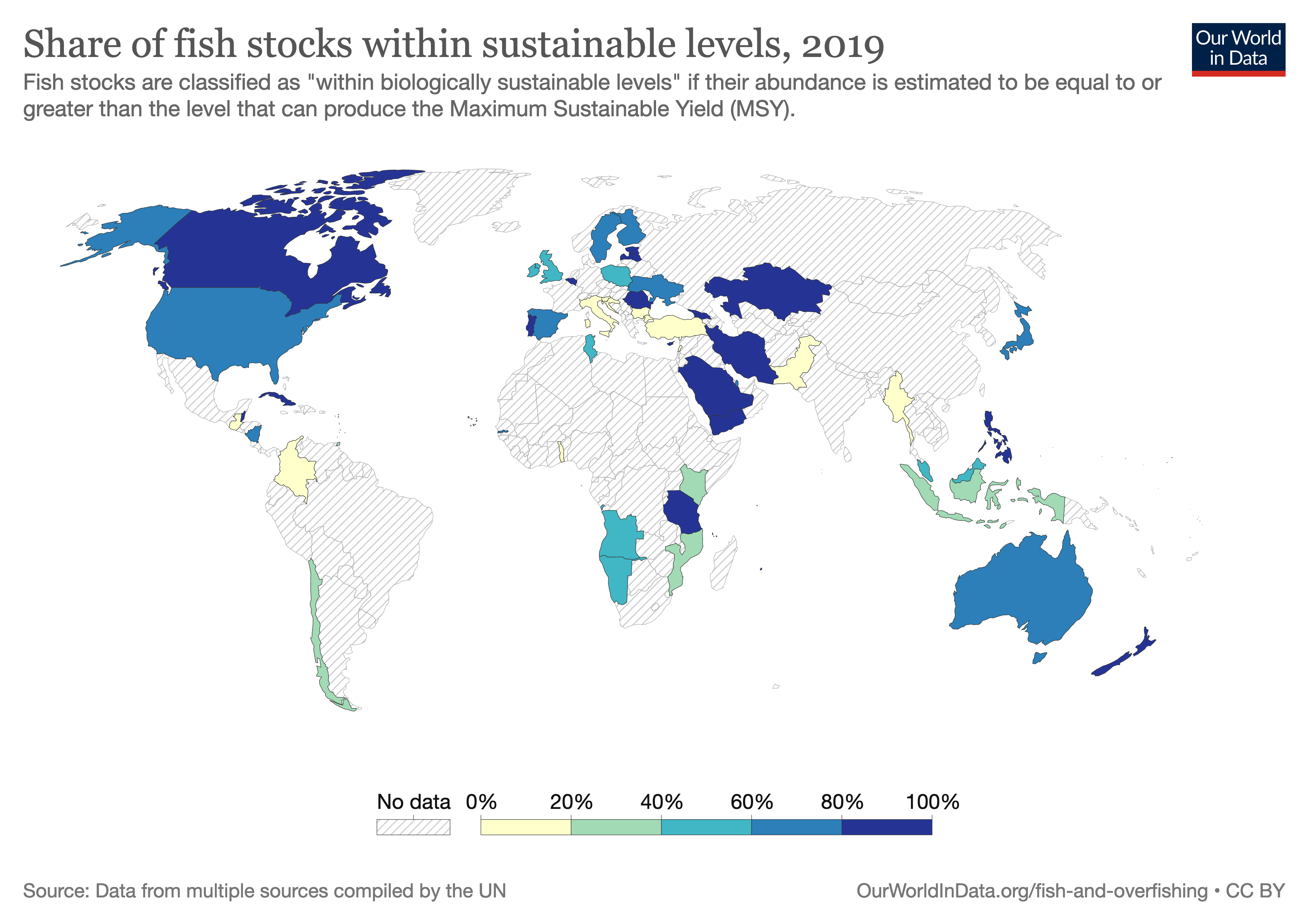
Harta lumii pentru indicatorul 14.4.1: Ponderea stocurilor de pește în limitele sustenabile biologic

Textul integral al Țintei 14.4 este: „Până în 2020, reglementarea eficientă a pescuitului și eliminarea pescuitului excesiv, pescuitului ilegal, nedeclarat și nereglementat și practicilor de pescuit distructive și implementarea planurilor de management bazate pe știință, pentru a restabili stocurile de pește în cel mai scurt timp, cel puțin la niveluri care pot produce un randament maxim durabil, determinat de caracteristicile lor biologice".
Această țintă are un singur indicator: indicatorul 14.4.1 reprezintă „Ponderea stocurilor de pește în limitele sustenabile biologic".
Acest indicator măsoară proporția stocurilor globale de pește care sunt exploatate excesiv, exploatate integral sau exploatate parțial.
Un raport prezentat la Forumul politic la nivel înalt pentru dezvoltare durabilă din 2021 a afirmat că: „Pescuitul durabil a reprezentat aproximativ 0,1% din PIB-ul global în 2017”. Raportul de progres al Națiunilor Unite afirmă că peste 35,4% din stocurile globale au fost exploatate excesivă în 2019, o creștere de 1,2% față de 2017. Cu toate acestea, rata declinului a scăzut în ultimii ani, deși tendința continuă să scadă față de obiectivul din 2020, care vizează restabilirea stocurilor de pește la niveluri durabile.
O idee convențională a „pescuitului durabil” este aceea că acesta este practicat într-un ritm sustenabil, în care populația de pești nu scade în timp din cauza practicilor de pescuit. Sustenabilitatea în pescuit combină discipline teoretice, cum ar fi dinamica populației de pește, cu strategii practice, cum ar fi evitarea pescuitului excesiv prin tehnici precum stabilirea unor cote individuale de pescuit, reducerea practicilor de pescuit distructive și a practicilor de pescuit ilegal, nedeclarat și nereglementat, prin lobby pentru legi și politici adecvate, înființarea de zone protejate, refacerea zonelor de pescuit afectate, încorporarea tuturor cheltuielilor externe implicate în recoltarea ecosistemelor marine în economia piscicolă, educarea părților interesate și a publicului larg și dezvoltarea de programe independente de certificare.

### Ținta 14.5: Conservarea zonelor de coastă și marine

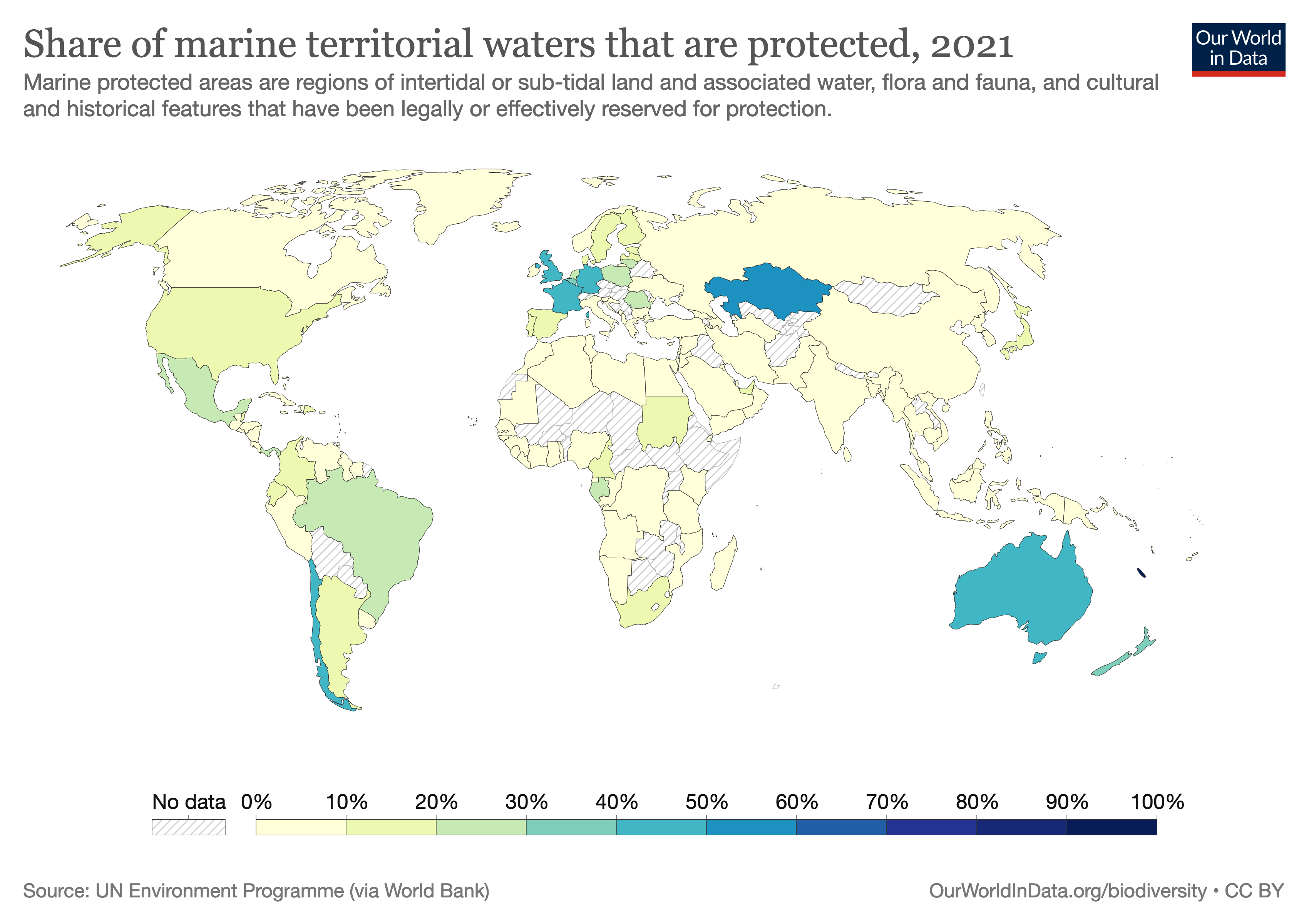
Harta lumii pentru indicatorul 14.5.1: Ponderea apelor marine teritoriale care sunt declarate arii protejate

Textul integral al Țintei 14.5 este: „Până în 2020, conservarea a cel puțin 10% din zonele de coastă și marine, în conformitate cu legislația națională și internațională și pe baza celor mai bune informații științifice disponibile".
Această țintă are un singur indicator: indicatorul 14.5.1 reprezintă „Ponderea suprafeței ariilor protejate în raport cu cea a zonelor marine”.
Termenul „zonă marină protejată” include rezervații marine, arii naturale protejate, zone unde pescuitul este interzis, sanctuare marine, sanctuare oceanice, parcuri marine, zone marine gestionate local și altele. Fiecare zonă are un anumit nivel de protecție și o gamă specifică de activități permise.
Acest indicator a fost deja îndeplinit de guvernul suedez în 2017.
În 2021 s-a raportat că „suprafața medie a ariilor protejate din zonele cheie ale biodiversității marine a crescut la nivel global de la 27% în 2000 la 46% în 2022”.
Există o serie de exemple globale de zone de conservare mari. Monumentul Național Marin Papahānaumokuākea este situat în centrul Oceanului Pacific, în jurul Hawaii, ocupând o suprafață de 1,5 milioane de kilometri pătrați. Alte zone mari de conservare includ cele din jurul Insulelor Cook, Antarctica, Noua Caledonie, Groenlanda, Alaska, Ascension și Brazilia. Pe măsură ce zonele de protecție a biodiversității marine se extind, se înregistrează o creștere a finanțării științei oceanului, esențială pentru conservarea resurselor marine. În 2020, doar aproximativ 7,5 până la 8% din suprafața oceanică globală se încadra într-o zonă de conservare.

### Ținta 14.6: Eliminarea subvențiilor care contribuie la pescuitul excesiv

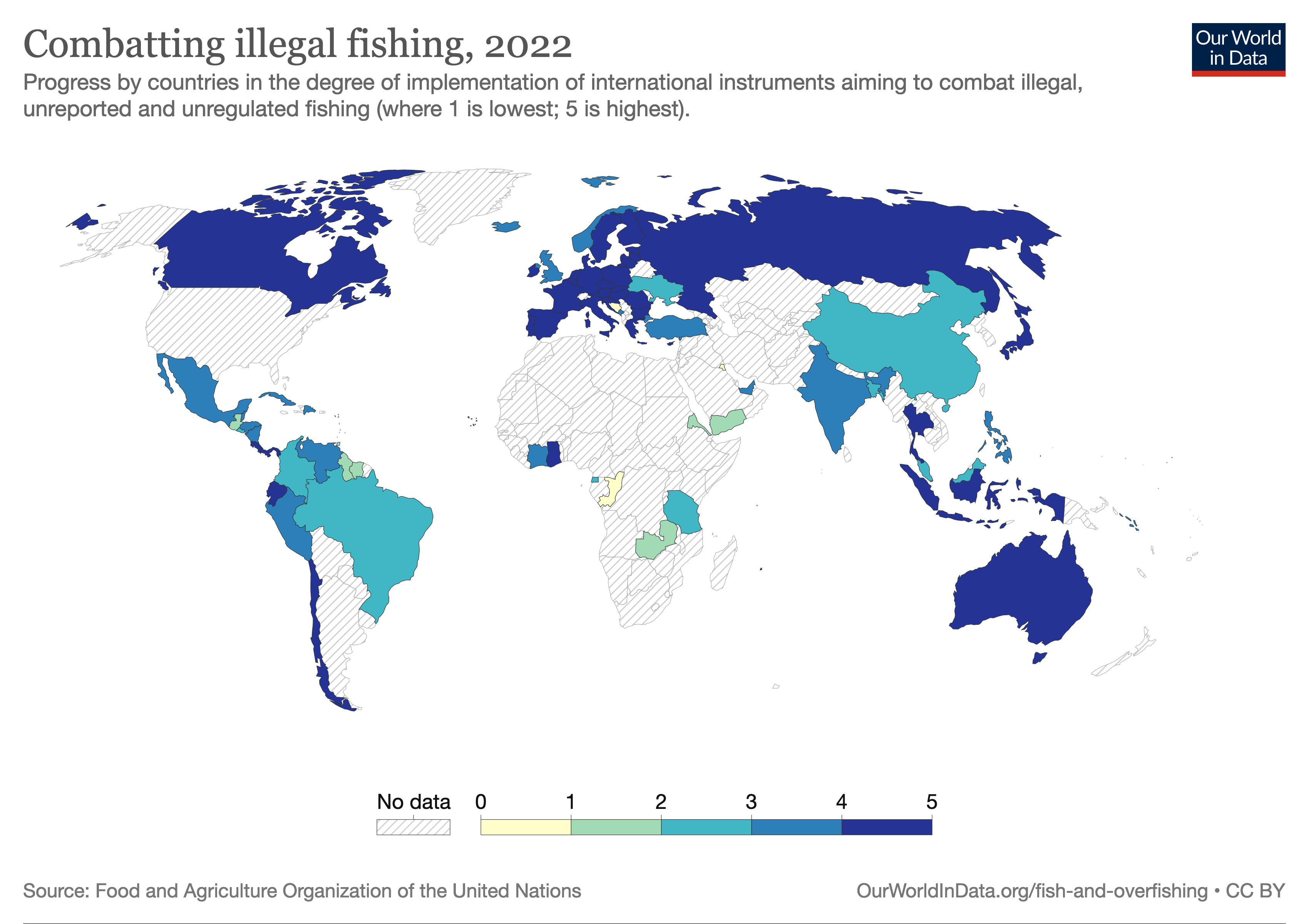
Harta lumii pentru indicatorul 14.6.1: Gradul de implementare a instrumentelor internaționale care vizează combaterea pescuitului ilegal, nedeclarat și nereglementat

Textul integral al Țintei 14.6 este: „Până în 2020, eliminarea tuturor acelor subvenții pentru pescuit care contribuie la pescuitul excesiv, eliminarea subvențiilor care contribuie la pescuitul ilegal, nedeclarat și nereglementat și abținerea de la introducerea unor noi astfel de subvenții, recunoașterea faptului că un tratament adecvat și eficient, special destinat țărilor în curs de dezvoltare și țărilor cel mai puțin dezvoltate, ar trebui să fie o parte integrantă a negocierilor privind subvențiile pentru pescuit din cadrul Organizației Mondiale a Comerțului".
Această țintă are un singur indicator: indicatorul 14.6.1 reprezintă „Gradul de implementare a instrumentelor internaționale care vizează combaterea pescuitului ilegal, nedeclarat și nereglementat”.
Pescuitul ilegal provoacă multe probleme și „este legat de încălcări majore ale drepturilor omului și chiar de crima organizată”. World Wildlife Fund estimează că pierderile globale cauzate de pescuitul ilegal se ridică la 36,4 miliarde USD în fiecare an.
Negocierile privind Ținta 14.6 erau în faza finală în scopul combaterii pescuitului nesustenabil în 2020. Termenul limită a fost stabilit pentru iunie 2020, dar din cauza pandemiei COVID-19 termenul a fost amânat, ceea ce a stârnit îngrijorări cu privire la capacitatea de a sprijini sectorul piscicol. Mai recent, obiectivul Acordului privind măsurile statutului portuar privind pescuitul ilegal, nedeclarat și nereglementat a ajuns la 74 de părți până la sfârșitul anului 2022. Acordul privind măsurile statutului portuar (Agreement on Port State Measures) este primul acord internațional obligatoriu care vizează în mod specific pescuitul ilegal, nedeclarat și nereglementat (illegal, unreported and unregulated fishing - IUU). Obiectivul său este de a preveni, descuraja și eradica acest tip de pescuit, împiedicând navele implicate să folosească porturile pentru debarcarea capturilor. Au fost înregistrate progrese în perioada 2018-2022 în implementarea măsurilor de combatere a pescuitului ilegal, nedeclarat și nereglementat. Acordul Organizației Mondiale a Comerțului privind subvențiile pentru pescuit, adoptat la 17 iunie 2022, face posibil ca ținta 14.6 a ODD 14 să fie îndeplinită. Pentru aceasta, este necesar ca peste două treimi dintre statele lumii să ratifice acordul.

### Ținta 14.7: Creșterea beneficiilor economice din utilizarea durabilă a resurselor marine

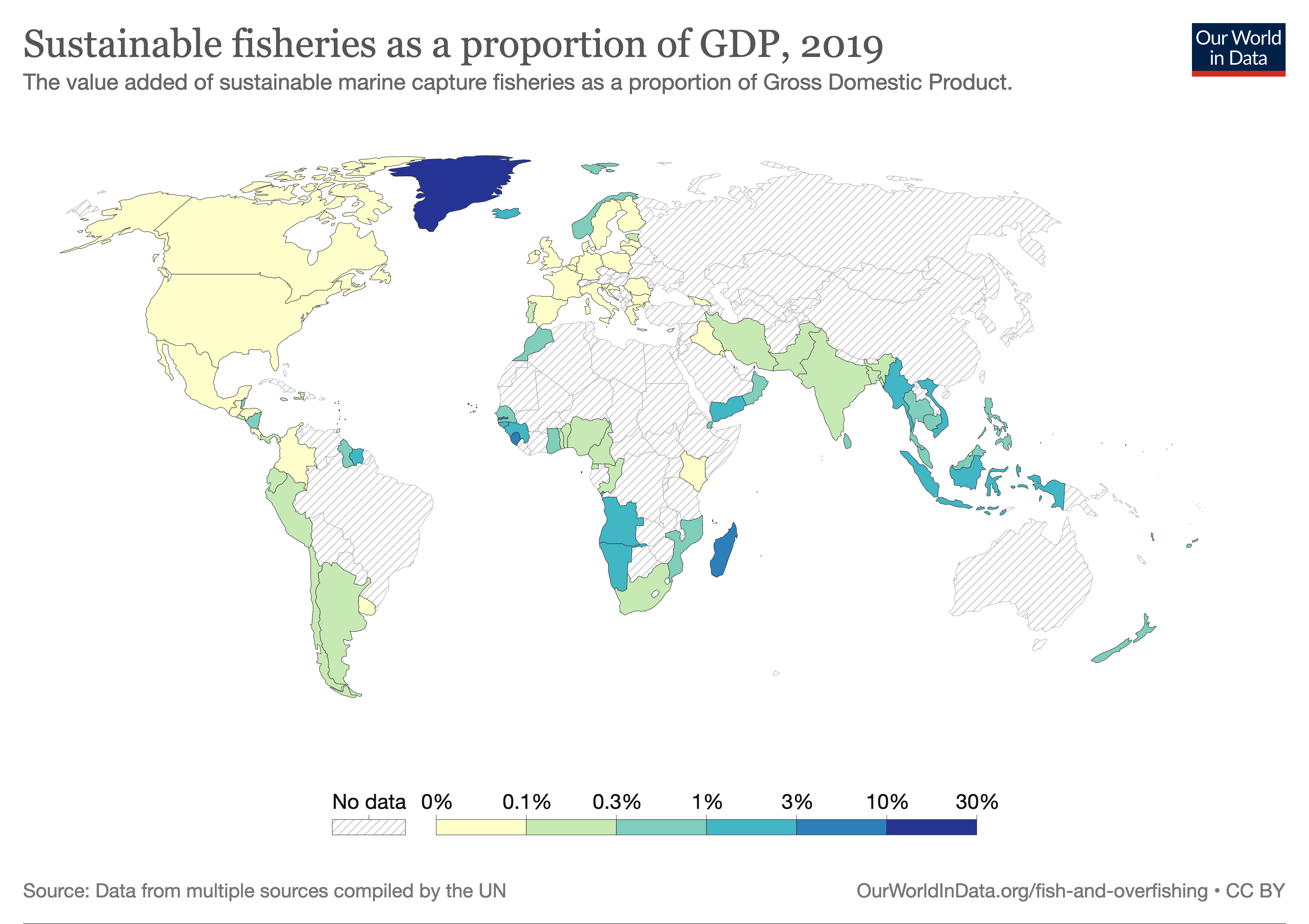
Harta lumii pentru indicatorul 14.7.1: Pescuitul durabil ca proporție din PIB

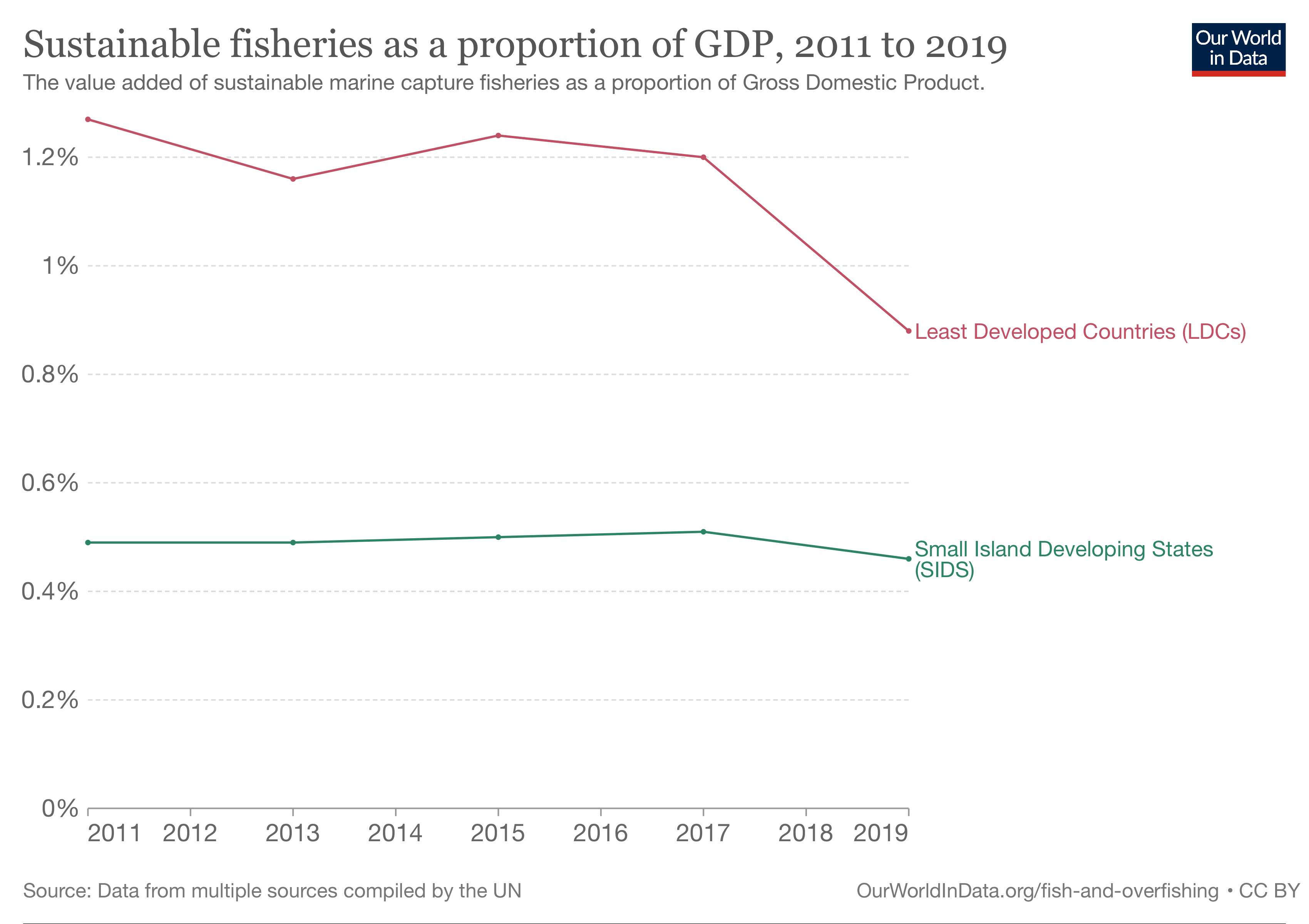
Grafic pentru indicatorul 14.7.1: Pescuitul durabil ca proporție din PIB în statele insulare mici în curs de dezvoltare și țările cel mai puțin dezvoltate

Textul integral al Țintei 14.7 este: „Până în 2030, creșterea beneficiilor economice pentru micile state insulare în curs de dezvoltare și pentru țările cel mai puțin dezvoltate din utilizarea durabilă a resurselor marine, inclusiv prin gestionarea durabilă a pescuitului, acvaculturii și turismului".
Această țintă are un singur indicator: indicatorul 14.7.1 reprezintă „Ponderea pescuitului durabil în PIB în statele insulare mici în curs de dezvoltare, țările cel mai puțin dezvoltate și toate țările”.
Contribuția acvaculturii și pescuitului la produsul intern brut (PIB) este unul dintre cei mai des utilizați indicatori ai performanței economice ale acestor sectoare. Pescuitul și acvacultura pot contribui la atenuarea sărăciei, a foametei, a malnutriției și la creșterea economică. Contribuția pescuitului durabil la PIB-ul global a fost de aproximativ 0,1% pe an.
O problemă legată de resurse care ar trebui luată în considerare într-o măsură mai mare decât în prezent în cadrul ODD-urilor este cea legată de resursele non-biologice. Mineritul va fi întotdeauna o activitate controversată, deși necesară. Echilibrul dintre minerit și mediul marin va fi unul care poate fi sprijinit printr-o atenție sporită a ODD 14. Mineralele marine includ mineralele dragate și cele extrase de pe fundul mării. Mineralele dragate pe mare sunt obținute în mod normal prin operațiuni de dragare în zonele de coastă, până la adâncimi maxime de aproximativ 200 m. Mineralele extrase în mod normal de la aceste adâncimi includ nisip, pietriș și nămol pentru construcții, nisipuri bogate în minerale, cum ar fi ilmenitul și diamantele. O potențială industrie minieră a viitorului este exploatarea fundului mării sau extracția mineralelor de pe fundul mării. Mineralele de pe fundul mării sunt în mare parte situate între 1 și 6 km sub suprafața oceanului și cuprind trei tipuri principale: depozite polimetalice sau sulfuri masive de adâncime, noduli polimetalici sau de mangan, cruste bogate în cobalt.
În 2021 nu exista nicio exploatare comercială a mineralelor de pe fundul mării. Exploatarea fundului mării este o problemă controversată, deoarece va avea în mod inevitabil unele efecte dăunătoare asupra mediului și biosferei:356. Unele voci susțin că ar fi de preferat interzicerea totală a mineritului pe fundul mării.  Țările cu zăcăminte semnificative de minerale de adâncime identificate în Zonele Economice Exclusive iau propriile decizii cu privire la exploatarea pe fundul mării, fie explorând modalități de a întreprinde această activitate fără a provoca prea multe daune mediului oceanic de adâncime, fie hotărând să nu dezvolte acest tip de minerit.

### Ținta 14.a: Creșterea nivelului de cunoștințe științifice, intensificarea cercetării și transferul de tehnologii privind sănătatea oceanelor

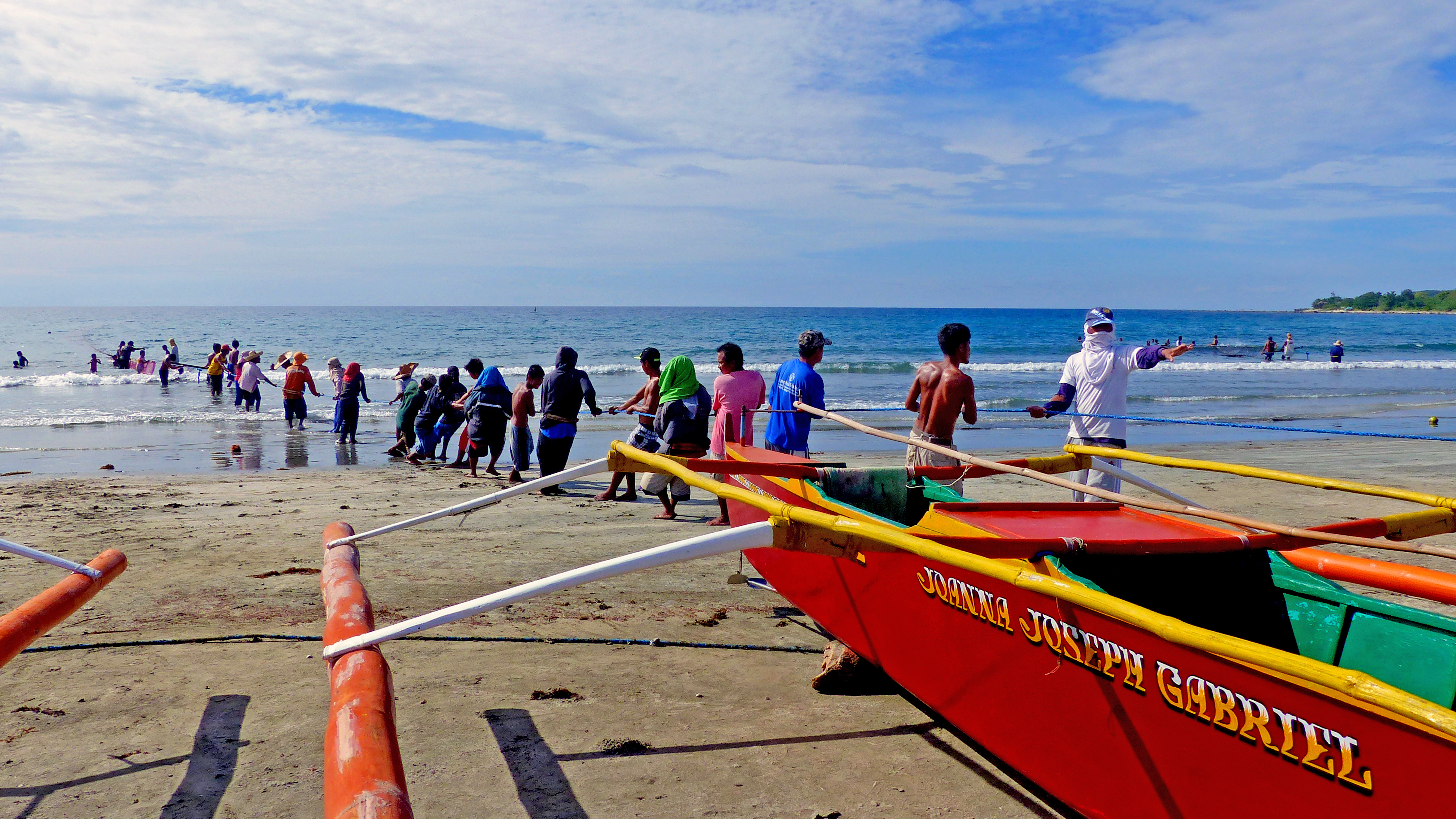
Grup de bărbați care trag o plasă de pescuit pe o plajă din Filipine

Textul integral al Țintei 14.a este: „Creșterea nivelului de cunoștințe științifice, dezvoltarea capacității de cercetare și transferul de tehnologii maritime, ținând cont de criteriile și orientările Comisiei Oceanografice Interguvernamentale (Intergovernmental Oceanographic Commission) privind transferul de tehnologie marină, pentru a îmbunătăți sănătatea oceanelor și pentru a spori contribuția biodiversității marine la dezvoltarea țărilor în curs de dezvoltare, în special a statelor insulare mici în curs de dezvoltare și a țărilor cel mai puțin dezvoltate".
Această țintă are un singur indicator: indicatorul 14.a.1 reprezintă „Ponderea fondurilor alocate cercetării în domeniul tehnologiei marine din bugetul total al cercetării”. Acest indicator urmărește îmbunătățirea sănătății oceanelor și creșterea contribuției biodiversității marine la dezvoltarea țărilor în curs de dezvoltare, în special a statelor insulare mici în curs de dezvoltare și a țărilor cel mai puțin dezvoltate. Oceanele acoperă peste 70% din suprafața Pământului, dar din 2013 până în 2021, doar 1,1% din bugetele naționale de cercetare au fost alocate pentru știința oceanelor. Este nevoie de alocarea mai multor fonduri pentru atingerea acestei ținte.

### Ținta 14.b: Sprijinirea pescuitului la scară mică

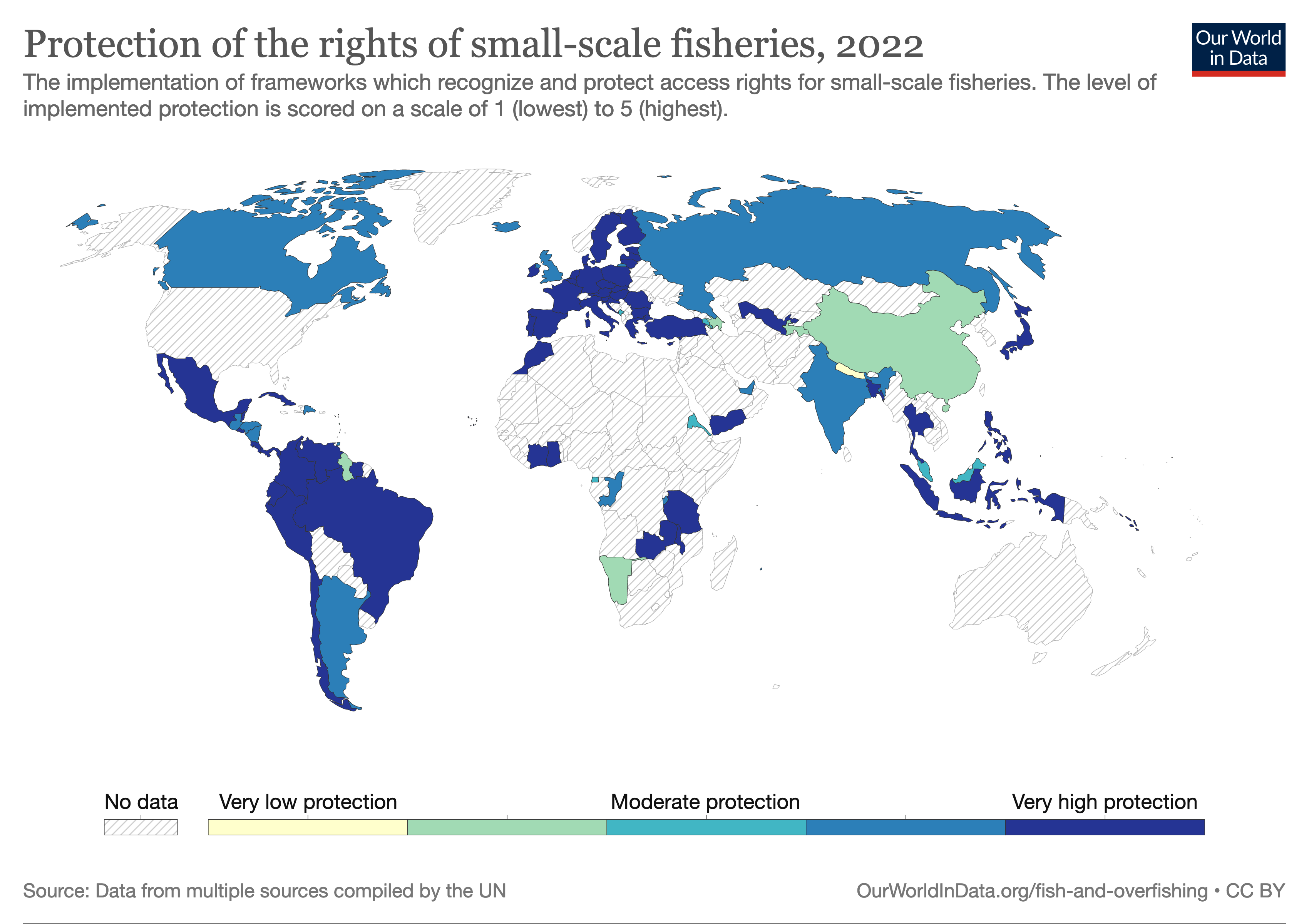
Harta lumii pentru indicatorul 14.b.1: Protejarea drepturilor pescuitului la scară mică

Textul integral al Țintei 14.b este: „Asigurarea accesului pescuitului artizanal la scară mică la resurse marine și piețe".
Această țintă are un singur indicator: indicatorul 14.b.1 reprezintă „Gradul de aplicare a unui cadru legal/de reglementare/politic/instituțional care recunoaște și protejează drepturile de acces pentru pescuitul la scară mică”. 
În 2022 s-a consemnat că gradul de aplicare a cadrelor care recunosc și protejează drepturile de acces pentru pescuitul la scară mică a fost cel mai ridicat, atingând un scor de 5 din 5. Cu toate acestea, acest scor ascunde numărul mic de țări care sunt clasificate.
Pescuitul la scară mică are o contribuție importantă în domeniile nutriției, securității alimentare, mijloacelor de trai durabile și reducerii sărăciei, în special în țările în curs de dezvoltare.

### Ținta 14.c: Implementarea și aplicarea dreptului maritim internațional

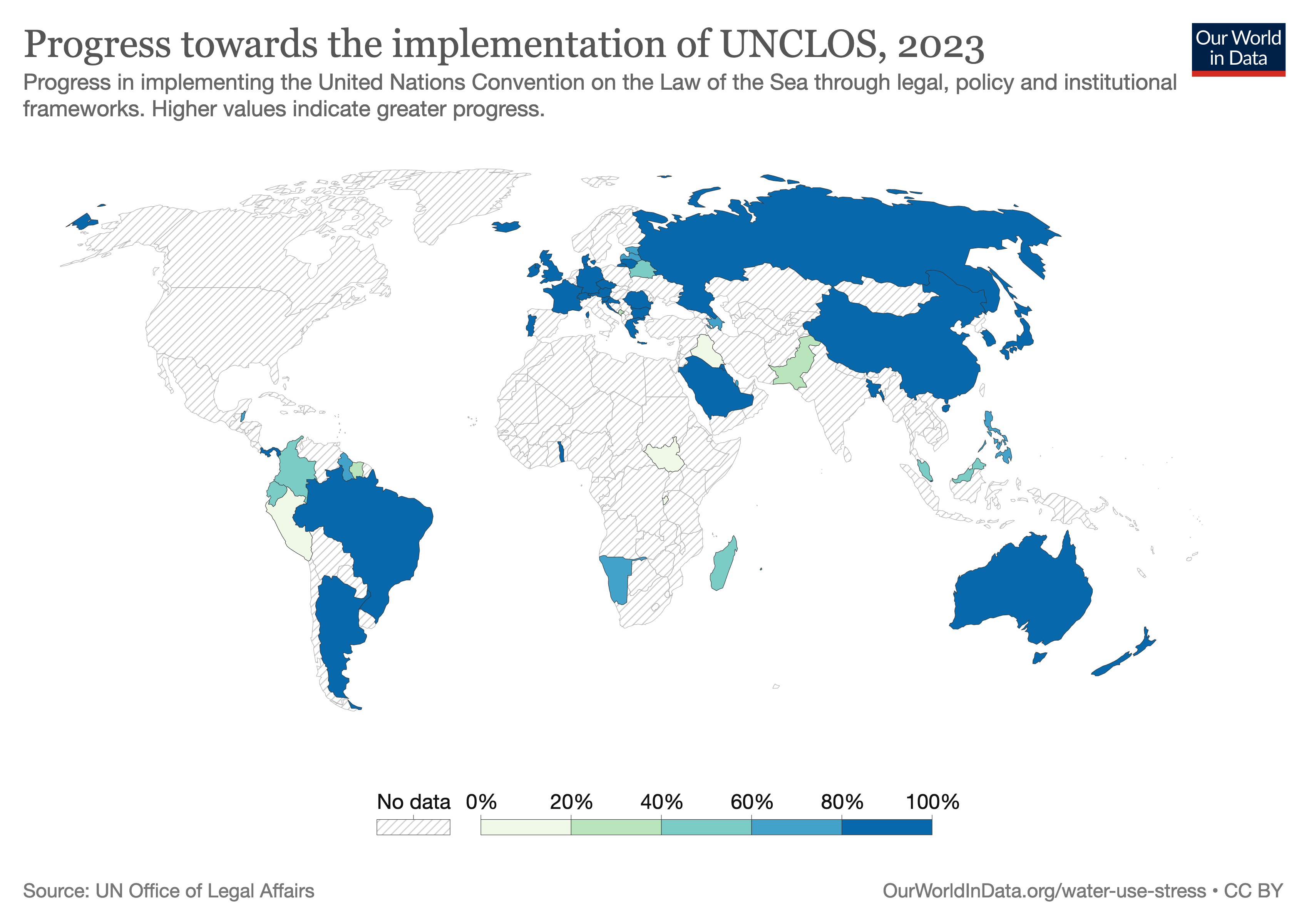
Harta lumii pentru indicatorul 14.c.1: Numărul de țări care au implementat Convenția Națiunilor Unite asupra dreptului mării

Textul integral al Țintei 14.c este: „Îmbunătățirea conservării și utilizării durabile a oceanelor și a resurselor acestora prin punerea în aplicare a dreptului internațional, astfel cum este reflectat în Convenția Națiunilor Unite asupra dreptului mării, care oferă cadrul legal pentru conservarea și utilizarea durabilă a oceanelor și a resurselor acestora, așa cum se reamintește la punctul 158 din „Viitorul pe care ni-l dorim” (The future we want)".
Această țintă are un singur indicator: indicatorul 14.c.1 reprezintă „Numărul de țări care fac progrese în privința ratificării, acceptării și implementării, prin intermediul cadrelor juridice, politice și instituționale, a instrumentelor legate de oceane care pun în aplicare dreptul internațional, așa cum se reflectă în Convenția Națiunilor Unite asupra dreptului mării”.
Un raport din 2021 a afirmat că: „numeroase state au ratificat sau au aderat la Convenția Națiunilor Unite privind dreptul mării (168 de țări) și acordurile sale de punere în aplicare (150 de țări au semnat Acordul privind punerea în aplicare a părții a XI-a a Convenției Națiunilor Unite privind dreptul mării și 91 de țări au semnat Acordul Națiunilor Unite privind stocurile de pește)".

### Agenții custode
Agențiile custode au sarcina de a măsura progresul indicatorilor.
- pentru indicatorii Țintelor 14.1 și 14.2: Programul Națiunilor Unite pentru Mediu (UNEP)
- pentru indicatorul 14.3.1: Comisia Oceanografică Interguvernamentală (IOC) a UNESCO
- pentru toți indicatorii din Țintele 14.4, 14.6, 14.7 și 14.b: Organizația Națiunilor Unite pentru Alimentație și Agricultură (FAO)
- pentru indicatorul 14.5.1: Centrul mondial de monitorizare a conservării mediului al ONU (UNEP-WCMC), BirdLife International (BLI) și Uniunea Internațională pentru Conservarea Naturii (IUCN) )
- pentru indicatorul 14.a.1: Comisia Oceanografică Interguvernamentală a UNESCO
- pentru indicatorul 14.c.1: Divizia pentru Afaceri Oceanice și Dreptul Mării, Oficiul Națiunilor Unite pentru Afaceri Juridice, Secretariatul Națiunilor Unite

## Provocări

### Zone marine protejate la scară largă
Înființarea ariilor marine protejate la scară largă (Large-Scale Marine Protected Areas - LSMPA), cu o suprafață de cel puțin 100.000 km2, are ca scop reducerea consecințelor exploatării resurselor (de exemplu, pescuitul excesiv) și protejarea ecosistemelor oceanice prin reducerea perturbărilor umane în zonele desemnate. Cu toate acestea, există preocupări legate de ariile marine protejate la scară largă care necesită atenție pentru a ajuta la asigurarea faptului că țintele pentru ODD 14 pot fi îndeplinite. Aceste preocupări acoperă trei dimensiuni: managementul resurselor, conflictele între țările rivale și compromisurile între nevoile oamenilor și mediu. Provocările managementului resurselor se referă la monitorizarea și aplicarea inadecvate a măsurilor de conservare și protecție. Rivalitățile dintre țările vecine se referă la disputele de frontieră legate de atribuirea ariilor marine protejate la scară largă. De obicei, acestea implică mai multe țări care formează zone geografice adiacente disparate. Unele țări ar putea folosi ariile marine protejate la scară largă ca pârghie diplomatică pentru a urmări alte avantaje. Echilibrul dintre nevoile oamenilor și mediul înconjurător se referă la abordarea mijloacelor de trai ale oamenilor într-un mod echitabil. Stabilirea unor zone de protecție poate avea efecte negative asupra pescuitului local și asupra veniturilor oamenilor.

### Subvenții pentru pescuit pentru creșterea capacității
Au fost acordate subvenții pentru creșterea capacității țărilor în curs de dezvoltare, pentru a le face mai competitive cu țările cu capacități mari de pescuit. Dar dacă aceste subvenții au ca rezultat pescuitul excesiv, subminând reziliența ecologică a resursei, nu vor exista beneficii pe termen lung pentru comunități. Subvențiile pentru creșterea capacității pot rezolva doar condițiile imediate de sărăcie pentru moment. Monitorizarea impactului subvențiilor este necesară pentru a nu permite pescuitul excesiv. De asemenea, sunt necesare acorduri stricte între țări, deoarece ecosistemele marine depășesc granițele naționale. Organizația Mondială a Comerțului este dedicată implementării Țintei 6 a ODD 14 („Eliminarea subvențiilor care contribuie la pescuitul excesiv”) și întreruperea subvențiilor pentru pescuit. Baza pentru aceasta este că peste 93% din stocurile piscicole globale sunt deja exploatate intensiv În 2022, a fost adoptat un acord care impune tuturor țărilor să abroge astfel de politici.

### Impactul pandemiei de COVID-19
Pandemia COVID-19 a exacerbat utilizarea materialelor plastice de unică folosință, cum ar fi măști, recipiente de dezinfectare, mănuși și multe altele, în multe locuri din întreaga lume, în special în Africa.
Se estimează că 12 miliarde de măști de protecție de unică folosință au fost aruncate lunar, ceea ce reprezintă o amenințare majoră pentru sănătatea umană și mediul înconjurător, din cauza gestionării inadecvate a deșeurilor în multe țări africane.
Valorificarea potențialului oceanului, prin dezvoltarea economiilor albastre durabile, poate aduce prosperitate și poate îmbunătăți viața tuturor, inclusiv a celor mai dezafectate și marginalizate comunități. ODD 14 a primit cea mai mică finanțare pe termen lung dintre toate ODD-urile. Rapoartele au estimat că sunt necesare 175 de miliarde de dolari pe an pentru a atinge ODD 14 până în 2030. Conferința ONU asupra Oceanului, desfășurată între 27 iunie și 1 iulie 2022, a îndemnat guvernele și alte părți interesate să reducă decalajul înregistrat la acel moment.

## Monitorizare și progres
Forumul Politic la Nivel Înalt pentru Dezvoltare Durabilă al ONU (High-level Political Forum on Sustainable Development - HLPF) se întrunește în fiecare an pentru monitorizarea globală a ODD, sub auspiciile Consiliului Economic și Social al Națiunilor Unite. Rapoartele de progres la nivel înalt pentru toate ODD-urile sunt publicate de Secretarul General al Națiunilor Unite. Actualizările și progresele pot fi găsite și pe site-ul SDG, care este gestionat de Departamentul Națiunilor Unite pentru Afaceri Economice și Sociale, Divizia de Statistică a Organizației Națiunilor Unite sau pe site-ul Our World in Data.
Programul Națiunilor Unite pentru Mediu (UNEP) a publicat un ghid privind măsurarea mai multor indicatori ai ODD 14. Ghidul subliniază că ecosistemele marine sunt mai puțin cunoscute în comparație cu sistemele terestre. Acest lucru se datorează faptului că majoritatea ecosistemelor marine sunt îndepărtate de țărm, vaste ca dimensiuni și dificil de accesat. Prin urmare, cercetarea marină este costisitoare:1.
Reuniunea pregătitoare a Conferinței Națiunilor Unite privind Oceanul a avut loc la New York, SUA, în februarie 2017, pentru a discuta despre implementarea Obiectivului de Dezvoltare Durabilă 14. Dreptul internațional, astfel cum este reflectat în Convenția Națiunilor Unite asupra dreptului mării (United Nations Convention on the Law of the Sea - UNCLOS), a subliniat necesitatea de a include instrumente de guvernare care să ia în considerare „activitățile antropice care au loc în afara oceanului”. S-au discutat preocupările cu privire la sănătatea oceanelor, practicile distructive de pescuit și poluarea marină, analizând rolul comunităților locale din micile state insulare în curs de dezvoltare și țările cel mai puțin dezvoltate pentru a nu uita că oceanele reprezintă o mare parte a economiilor lor. În 2020, s-a estimat că doar 2% dintre țări vor îndeplini ținta 14.c până în 2030.

## Legături cu alte ODD
Obiectivele de Dezvoltare Durabilă sunt interdependente. Efectul schimbărilor climatice asupra serviciilor ecosistemelor marine afectează direct o serie de ODD. Oceanele și apele de pe tot globul au implicații pentru industriile primare care oferă oamenilor hrană, venituri și mijloace de trai. Aceste obiective includ: ODD 1 - Fără sărăcie, ODD 2 - Zero foamete, ODD 3 - Sănătate și bunăstare, ODD 5 - Egalitatea de gen, ODD 6 - Apă curată și canalizare, ODD 8 - Muncă decentă și creștere economică, ODD 10 - Reducerea inegalităților, ODD 12 - Consum și producție responsabile, ODD 13 - Acțiune climatică.
Realizarea ODD 14 ar contribui la atenuarea atingerii acestor obiective. De exemplu, pentru a atinge ODD 1 „Fără sărăcie”, este necesar să se reglementeze politica de pescuit și să se controleze pescuitul excesiv, astfel încât comunitățile de coastă să poată practica pescuitul pentru a-și asigura existența. ODD 2 „Zero foamete” se leagă de ODD 14, deoarece este esențial să se asigure securitatea alimentară viitoare prin gestionarea biodiversității, inclusiv a ecosistemelor marine. În plus, țintele 14.1 și 14.2 se leagă de ținta 1.2, care urmărește reducerea sărăciei la jumătate până în 2030. Femeile sunt adesea elementele principale și se bazează pe pescuit atât pentru venituri, cât și pentru hrană, ceea ce face ca pescuitul să fie important pentru stabilitatea lor economică. Pentru a atinge ODD 6 „Apă curată și canalizare”, trebuie să fie adoptate mai multe reglementări privind poluarea cu plastic, astfel încât să scadă concentrația de microplastice în sursele de apă și în solurile agricole. ODD 13 „Acțiune climatică” se leagă de ODD 14, deoarece efectele schimbărilor climatice și ale încălzirii globale afectează direct oceanul, de ex. prin creșterea nivelului mării și acidificarea oceanelor.
Obiectivul de dezvoltare durabilă 14 a fost inclus în Convenția privind diversitatea biologică (CBD), Convenția-cadru a Națiunilor Unite privind schimbările climatice (UNFCCC) și Convenția Națiunilor Unite pentru Combaterea Deșertificării (UNCCD).
De asemenea, au apărut controverse și sunt necesare anumite compromisuri între ODD 14 și justiția socială, în legătură cu ODD 5 „Egalitatea de gen”. Este nevoie de echilibru între beneficiile economice și sustenabilitatea ecologică, incluse în Ținta 14.5 referitoare la ariile marine protejate. S-a dovedit că aceste zone protejate au un impact pozitiv asupra securității alimentare, dar sunt adesea gestionate și proiectate în așa fel încât să excludă femeile.